# 旅行作家
旅行作家（りょこうさっか）とは、旅行をテーマとして小説や紀行文を書くライターの総称。
旅行作家の作品は多くの場合、ノンフィクションか私小説的な作品が多く、これは読者が作品性よりも作品を通して味わう外国の風俗や異国情緒を重視するためである。
Wikipedia内にリンク先が無い赤字作家含む著作情報は外部リンクの国立国会図書館での検索もご利用ください。

## 代表的な旅行作家とその代表作品
- ジュール・ヴェルヌ 『八十日間世界一周』
- ポール・セロー 『The Old Patagonian Express』
- 吉田友和 『世界一周デート』
- 沢木耕太郎 『深夜特急』
- 白石昇 『津波 アンダマンの涙』
- 野田知佑 『ユーコン漂流』
- 蔵前仁一 『ゴーゴー・インド』
- 下川裕治 『アジアの旅人』
- 前川健一 『アジアの路上で溜息ひとつ』
- 小林紀晴 『アジアンジャパニーズ』
- 岡崎大五 『添乗員騒動記』
- 村上春樹 『遠い太鼓』
- 藤井伸二 『バンコク 街角の食事処』
- 宮脇俊三 『最長片道切符の旅』
- 椎名誠 『インドでわしも考えた』
- 森本哲郎 『ゆたかさへの旅』
- 野田隆 『ドイツ=鉄道旅物語』
- ロバート・ハリス 『エグザイルス(放浪者たち)』
- 嵐よういち 『海外ブラックロード』
- 三井昌志 『アジアの瞳』
- むそうたかし『ほとけの乙女　ミャンマーの仏塔・寺院と少女たち』
- 紅山雪夫 『イギリスの古都と街道』
- 石井光太 『絶対貧困』
- イシコ 『世界一周ひとりメシ』
- 吉永拓哉 『ヤンキー記者、南米を行く』
- 丸山ゴンザレス『アジア『罰当たり』旅行』
- 東松寛文『リーマントラベラー　週末だけで世界一周』
- 歩りえこ『ブラを捨て旅に出よう』
- 石田ゆうすけ 『いかずに死ねるか―世界9万5000km自転車ひとり旅』
- 廣川まさき 『ウーマンアローン』
- 小堺正樹 『独裁国家に行ってきた』